# GNU cflow
GNU cflow est un logiciel utilitaire permettant de générer l’organigramme d’un code source écrit en C.

## Historique
Il s’agit à l’origine de l’implémentation libre de l’utilitaire UNIX cflow réalisée pour le projet GNU par Sergey Poznyakoff.

### cflow (utilitaire UNIX)
cflow est un utilitaire UNIX.
Il existe diverses implémentations de cflow en dehors de GNU, parmi lesquelles celle réalisée pour Tru64 UNIX.

## Emacs
GNU cflow est livré avec un module emacs pour consulter les diagrammes dans GNU Emacs.